# بياتريس هاستينغز
بيترس هاستينغز (بالإنجليزية: Beatrice Hastings)‏ (27 يناير 1879، لندن في المملكة المتحدة - 30 أكتوبر 1943 في المملكة المتحدة)؛ شاعرة، عارضة، كاتِبة، صحفية وروائية بريطانية.